# Udórz (hrad)
Udórz (nebo polsky také Zamek Udórz) je zaniklý hrad v Krakovsko-čenstochovské vysočině v Polsku. Nachází se na kopci zvaném Zamczyskie nad potokem Udórz (nazývaným také Udorka) poblíž vesnice Udórz ve gmině Żarnowiec v okrese Zawiercie ve Slezském vojvodství. Z hradu se dochovaly jen terénní relikty staveb. Původně byl hrad součástí obranného systému, avšak záhy zcela ztratil na významu. Okolo zbytků hradu vede turistická trasa Orlí hnízda.

## Historie
O samotné budově se toho ví velice málo. Předpokládá se, že zakladatelem hradu mohl být dědic těchto zemí, Iwo z Obiechówa, a hrad měl být patrně postaven na přelomu 14. a 15. století. Listina z roku 1232 o obci hrad ještě nezmiňuje. Po roce 1581 měl hrad přejít z rukou Mikołaje Długosze do držení Andrzeje Korycińského a jediné zprávy, které jsou o něm psány, jsou zápisy do farní knihy v Pilice z konce 18. století, které zmiňují jen jeho zříceniny.
Výzkumy z let 1987–1988 a 1990 doložily valy s půdorysem nepravidelného pětiúhelníku, bez jakýchkoli stop zástavby, což může naznačovat, že hrad nebyl dokončen. Opevnění na východní straně bylo pravděpodobně postaveno v pravěku, v období lužické kultury.
Z hradu se dochovaly na kopci porostlém bukovým lesem pouze fragmenty dvou cihlových zdí a zemních valů. K hradu se turisté dostanou z vesnice pěšky prudkým stoupání po černě značené turistické trase.